# Мирза Юсиф-хан Мусташар од-Довла
Мирза Юсиф-хан Мусташар од-Довла (перс. میرزا یوسف خان مستشارالدوله‎ — 'Мирза Юсиф-хан Тебризи') (1823 — 1895) — иранский государственный и политический деятель, посол. Писатель-просветитель, поэт, философ-материалист.

## Биография
Родился в октябре 1823 года в городе Тебриз в Иранском Азербайджане.
На дипломатической службе с 1841 г., долгое время работал в центральном аппарате МИД. На протяжении многих лет он работал в Астрахани, Петербурге, Тбилиси и Париже в Иранском дипломатическом представительстве. По возвращении в Иран он был назначен на один из руководящих постов в Министерстве юстиции и вскоре получил почётный титул Мусташар-од-Довла (государственный советник).
1867 года Мирза Юсиф-хан был послом Ирана во Франции.
Посол Ирана во Франции, близкий друг М.Ф.Ахундова Мирза Юсиф-хан ознакомил приехавшему в 1869 году в Париж в командировку Мирза Казым бека  с «Письмами Камалуддовле». Прочитав это произведение М.Ф. Ахундова, Мирза Казым бек не смог скрыть своего очарования автором и симпатии  к нему. Вот что писал по этому поводу Мирза Юсиф-хан в одном их своиз писем М.Ф.Ахундову: «Господин Мирза Казым бек приехал из Петербурга в Париж. Я заочно познакомил Вас с ним. Передал ему Ваш Алфавит. Забрал с собой и обещал написать хорошую статью. За несколько дней пребывания в посольстве он прочитал и очень одобрил. Однако в плане судьбы произведения, посчитал необходимым произвести ряд изменений с Вашего согласия, после которых, несомненно, можно будет его издать, и уже никто не сможет возразить этому. В своё время я перешлю Вам и его экземпляр, чтобы могли ознакомиться».
Мирза Юсиф-хан Мусташар од-Довла умер в 1895 году в Тегеране.

## Творчество
Особенно следует подчеркнуть, что если антифеодальная направленность взглядов А. Талыбова, З. Марагаи была выражена только в просветительской деятельности, то Мирза Юсиф-хан помимо того, что является основоположником идеи конституционализма и буржуазно-демократической мысли Ирана, до конца своих дней старался осуществлять изменения политических структур государства. Было бы не верным всю политическую активность Мирза Юсиф- хана связывать с занимаемыми должностями, ибо вся его жизнь и деятельность свидетельствует о гражданском мужестве, проявившемся но всех этапах борьбы за осуществление светских реформ в государстве.
В связи с этим следует отметить исключительную роль Мирза Юсиф-хана в зарождении светских норм в законодательстве страны. Адамият Ферейдун характеризует Мирза Юсиф-хана как одного из самых близких, мудрых друзей, единомышленников Мирза Хуссейн хан Сепахсалара. Именно Мирза Юсиф-ханом был написан первый официальный проект конституции Ирана, основанный на светских принципах, гражданской справедливости и равенства, которые нашли своё обоснование в его известной книге «Йек калме», изложение которой мы дадим в последующей главе.
В этом смысле среди южноазербайджанских и вообще иранских просветителей можно выделить Мирза Юсиф-хана, который первым по-новому поставил важные социально-политические проблемы Ирана, Основные работы Мальком-хана, А. Талыбова, 3. Марагаи со схожими высказываниями написаны позже, чем «Йек калме» Мирза Юсиф-хана (1871).